# Средние магматические горные породы
Сре́дние магмати́ческие го́рные поро́ды (среднекремнеки́слые магмати́ческие го́рные поро́ды) — отряд магматических горных пород, выделяемый по содержанию кремнезёма (SiO2), которое варьируется в пределах 52—63 %. Породообразующими минералами отряда являются калиевые полевые шпаты, средние плагиоклазы, и роговая обманка, нередко присутствует авгит.
Характерными представителями средних пород плутонического класса являются диориты, монцониты, сиениты, нефелиновые сиениты; вулканического класса — андезиты, трахиты, фонолиты. В отряде выделяется 14 семейств и 35 видов горных пород (не считая породы лампроитовой серии). Из них на плутонический класс приходится 5 семейств и 15 видов, на вулканический — 9 семейств и 20 видов горных пород.

## Классификация
Классификация средних магматических горных пород разработана и утверждена Межведомственным петрографическим комитетом России и опубликована в Петрографическом кодексе России в составе общих Классификационных таблиц магматических (вулканических и плутонических) горных пород.
| Класс плутонических пород | Класс гипабиссальных пород | Класс вулканических пород |
| --- | --- | --- |
| Нормальнощелочной подотряд: - Семейство диоритов: 1. Габбродиорит; 2. Диорит; 3. Кварцевый диорит. Умереннощелочной подотряд: - Семейство монцонитов: 1. Монцонит; 2. Монцодиорит; 3. Кварцевый монцодиорит. - Семейство сиенитов: 1. Сиенит; 2. Кварцевый сиенит. Щелочной подотряд - Семейство щелочных сиенитов (безфельдшпатоидных сиенитов): 1. Щелочной сиенит. - Семейство фельдшпатоидных сиенитов: 1. Фойяит; 2. Луяврит; 3. Мариуполит; 4. Миаскит; 5. Псевдолейцитовый сиенит; 6. Сыннырит. | Лампроитовая серия: Щелочной подотряд: - Семейство орендитов (средних лампроитов): 1. Лейцитовый орендит 2. Орендит 3. Амфиболовый орендит | Нормальнощелочной подотряд: - Семейство андезибазальтов: 1. Андезибазальт. - Семейство бонинитов — марианитов: 1. Бонинит; 2. Марианит. - Семейство андезитов: 1. Андезит; 2. Магнезиальный андезит; 3. Исландит; 4. Дациандезит. Умереннощелочной подотряд: - Семейство трахиандезибазальтов: 1. Трахиандезибазальт; 2. Шошонит. - Семейство трахианезитов — латитов: 1. Трахиандезит; 2. Банакит; 3. Латит; 4. Кварцевый латит. - Семейство трахитов: 1. Трахит; 2. Кварцевый трахит. Щелочной подотряд: - Семейство щелочных трахитов: 1. Щелочной трахит. - Семейство тефрифонолитов: 1. Нефелиновый тефрифонолит; 2. Лейцитовый тефрифонолит. - Семейство фонолитов: 1. Фонолит; 2. Лейцитовый фонолит. |